# Ballıhisar, Sivrihisar
Ballıhisar là một xã thuộc huyện Sivrihisar, tỉnh Eskişehir, Thổ Nhĩ Kỳ. Dân số thời điểm năm 2011 là 152 người.